# Włodzimierz Aleksander Dybek

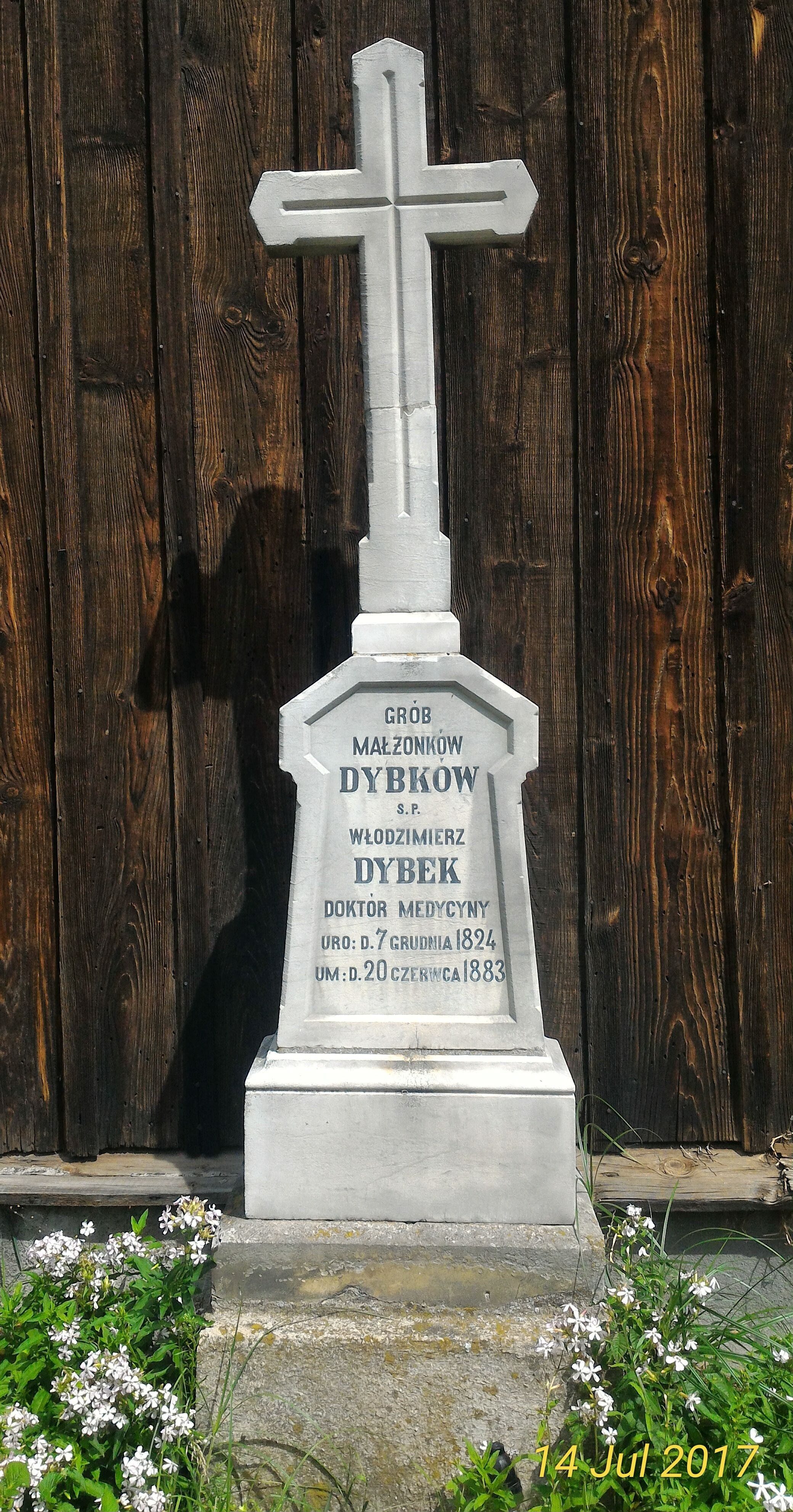
Grób Włodzimierza Dybka znajdujący się pod kaplicą na cmentarzu parafialnym w Topoli Królewskiej

Włodzimierz Aleksander Dybek (ur. 7 grudnia 1824 – zm. 20 czerwca 1883 w Topoli Królewskiej pod Łęczycą) – profesor patologii i terapii ogólnej w Akademii Lekarskiej i Szkole Głównej w Warszawie, dyrektor Wydziału Spraw Wewnętrznych w Rządzie Narodowym Romualda Traugutta w powstaniu styczniowym.

## Życiorys
Syn Andrzeja Dybka. Studiował i ukończył medycynę na Uniwersytecie Fryderyka Wilhelma w Berlinie (1842–1847), gdzie uzyskał tytuł doktora medycyny. W latach 1858–1862 profesor Akademii Medyko-Chirurgicznej w Warszawie. Za udział w powstaniu styczniowym zesłany na 7 lat w głąb Rosji. Opublikował w 1876 podręcznik Terapii ogólnej. Zmarł w zupełnym osamotnieniu.